# Устинівка (Кропивницький район)
Усти́нівка — селище в Україні, центр Устинівської селищної громади Кропивницького району Кіровоградської області. Розташоване на річці Березівці (притока Інгулу). Населення — 3077 мешканців (2025).

## Географія
Устинівка розташована в південній частині Кіровоградської області в степовій зоні, на берегах річки Березівка.

## Населення

### Мова
Розподіл населення за рідною мовою за даними перепису 2001 року:
| Мова            | Кількість | Відсоток |
| --------------- | --------- | -------- |
| українська      | 4009      | 96.79%   |
| російська       | 68        | 1.64%    |
| румунська       | 34        | 0.82%    |
| вірменська      | 24        | 0.58%    |
| білоруська      | 4         | 0.10%    |
| інші/не вказали | 3         | 0.07%    |
| Усього          | 4142      | 100%     |

## Історія

### Заснування
Населений пункт заснований у 40-х роках XVIII століття переселенцями з Полтавської губернії. За легендою, назва селища походить від імені козака-першопоселенця Устина (Устима), що зі своїми синами біля обриву на території сучасної 9-ї сотні (в Устинівці досі зберігся поділ місцевості на сотні) посіяв хліб та посадив картоплю.
Існує народна легенда про заснування села: нібито зимівник Устим з своїми синами біля обриву на території сучасної 9-ї сотні посіяв хліб і посадив картоплю. Переконавшись у родючості ґрунту цієї місцевості, він переселився сюди, а за ним частина й других зимівників.
Станом на 1787 рік у казенному селі Устинівці Єлисаветградського повіту налічувалося вже 16 дворів з 52 мешканцями чоловічої статі.

### XIX століття

Пам'ятник Леніну. На задньому плані — будівля школи естетичного виховання та бібліотеки (дата фото невідома)

У 1815–1820 роках в селі існувало 176 дворів з населенням 1180 чоловік, яке займалося в основному хліборобством та скотарством.
У 1828 році село стало поселенням 1-го Бузького уланського полку. Для поповнення штатного комплекту господарів та їх помічників сюди переселили багато жителів інших державних сіл Київської і Полтавської губерній. Вони теж були перетворені на військових поселенців і мусили забезпечувати провіантом постояльців, а також заготовляти сіно та овес для їх коней. У примусовому порядку жителі села обробляли так звані «громадські лани» майже весь тиждень, хоча мали на них працювати три дні. Кожен крок поселенця був під пильним наглядом керівництва.
З ліквідацією військових поселень наприкінці 50-х років XIX століття місцевих мешканців знову було переведено на становище державних селян. Для них виділили 9226 десятин землі. 1859 року в селі було 366 господарств, де налічувалося 1394 жителі чоловічої статі. На 1885 рік, коли селян перевели на викуп, з 718 дворів 50 зовсім не мали землі, в 4 було від 4 до 6 десятин, у 342 — від 6 до 11 десятин, у багатьох не вистачало тягла та реманенту. 300 бідняцьких та середняцьких дворів обробляли свої наділи, вдаючись до супряги, 140 — найманою тягловою силою. На все село налічувався 341 плуг. Збирали врожай серпами та косами — не було жодної жатки. Молотили ціпами та ручними молотарками — «душогубками», на яких 8 чоловік за день обробляли 20 кіп хліба. Водночас кожна з 74 багатих селянських родин засівала по 16—50 і більше десятин. Всі вони орендували землю у навколишніх поміщиків та місцевих бідняків, які не мали змоги обробляти її. Заможні господарства мали 4 парові і 16 кінних молотарок, у кожному з них було від 3 до 18 голів робочої худоби. Багаті селяни збудували промислові підприємства: 5 кузень, 41 вітряк, олійню.
Наявність місцевих та великий приплив заробітчан з центральних губерній Росії призвела до того, що Устинівка стала одним з великих ринків робочої сили Єлисаветградського повіту. У 1885 році за повний світловий день плугатар одержував 35 коп., косар — 60, сівач — 64, погонич — 15 коп. Ще менше заробляли підлітки та жінки. У 1880-х роках тут двічі на рік збиралися ярмарки і щотижня — базари. Торгували на них сільськогосподарськими продуктами, предметами побутового вжитку та знаряддями праці.
У 1895 році село стало волосним центром (до цього входило до Седнівської волості). На той час тут налічувалося 849 дворів, у яких мешкало 4686 чоловік.
Дореволюційна Устинівка забудовувалася безладно, мала довгі вулиці (до 9 км). Серед землянок, вкритих соломою або очеретом, виділялося кілька кам'яних споруд: церква, будинки купців.
До кінця XIX століття медичної допомоги населення не одержувало. 1893 року сюди переведено із Седнівки лікарню на чотири ліжка і створено медичну дільницю, яку обслуговували лікар, два фельдшери та акушерка. Лише в 1863 році було засновано початкову школу, де навчалося сто хлопчиків і десять дівчаток, а у 1888 році — церковнопарафіяльну на 50 учнів (40 хлопчиків і 10 дівчаток). У 1885 році з 3888 чоловік дорослого населення тільки 196 вміли читати й писати.

### XX століття
В період революційних подій 1905—1907 років з у маєтку орендатора Зеля було переділено землю, в маєтку Задонської — спалено всі скирти та будівлі зі збіжжям. В липні 1905 року в центрі села сталася сутичка селян з каральним загоном.
Після столипінської реформи прискорилося соціальне розшарування населення та руйнування общини. Реформа призвела до масового розорення бідняцьких господарств, які змушені були здавати в оренду свої ділянки. 1907 року в селі налічувалося понад 80 господарств безземельних або таких, що мали до десятини. Про зубожіння селян Устинівки свідчить також і переселення бідноти в Семипалатинську, Томську губернії та Тургайську область. За 1908—1909 роки з Устинівки виїхали 130 сімей.
Зростання виробництва сільськогосподарських продуктів сприяло розвиткові підприємств для їх переробки. У 1907 році став до ладу паровий млин. 1911 року було збудовано два газогенераторні млини, олійню, дві просорушки та цегельню. Окрім того, працювали 2 столярні та 12 шевських майстерень.
Під час Першої світової війни близько половини працездатних чоловіків було мобілізовано на фронт. У селян реквізували велику кількість коней для армії. Зростали ціни на товари широкого вжитку; податковий тягар і виконання військових повинностей розоряли селянські господарства.

#### Революція 1917 року
У лютому 1917 року, після повалення самодержавного режиму, в Устинівці було створено волосний громадський комітет. Не дочекавшись бажаної землі від нової влади, бідняки 15 липня 1917 року почали захоплювати у великих землевласників сінокоси та хліб. Їхній приклад наслідували селяни всієї волості.
Про проголошення Радянської влади в Україні жителі дізналися наприкінці грудня 1917 року від депутата-більшовика повітової Ради від Устинівської волості з Когушівки О. П. Бутузова (Цимбала), що прибув з Єлисаветграда. Встановлення Радянської влади в селі проходило в запеклій боротьбі між більшовиками, білими та військами УНР. 2 січня 1918 року було створено волосний ревком, першим головою якого став О. П. Бутузов. Розпочався червоний терор. Ревком створив охорону для підтримання громадського порядку в селі, яку очолював М. П. Прутян. Усі маєтки було взято на облік, призначено уповноважених та комісарів, а також озброєно п'ятірки для охорони громадського майна.

### Визвольні змагання
У березні 1918 року волосний революційний комітет почав боротися проти військ Української держави та її австро-німецьких союзників. Командиром його загону був М. П. Будак. 16—17 квітня тисячний загін вирушив на станцію Долинська, де одержав зброю й обмундирування. Перейменований на Перший Херсонський Червоної гвардії загін, він направився до станції Знам'янка. В бою, що розгорівся тут, загін зазнав невдачі і відступив до Куцівки. Невдовзі українське військо за підтримки німців відбило у червоних Устинівку. Незважаючи на арешти та страти комуністів, ті створюють влітку 1918 року партизанський загін, що діяв у районі Знам'янки. У волость для підпільної роботи повернувся М. Будак, але його згодом відправили до єлисаветградської в'язниці.
Після відступу австро-німецьких військ влада у селі переходить під контроль Директорії. У середині лютого 1919 року в результаті чергової більшовицької агресії було відновлено радянську окупацію, знову почав діяти волосний ревком, до якого увійшли комуністи О. П. Кеймар (голова), М. І. Короїд та М. П. Прутян. 28 лютого було обрано волвиконком, у складі якого було три чверті комуністів. Тоді ж організувався комуністичний осередок. Більшовицька влада створила в колишніх поміщицьких маєтках дві комуністичні артілі, до однієї з яких увійшло 70 а до другої — 40 родин.
5 серпня 1919 року Устинівку захопили денікінці, разом з якими повернулися і дореволюційні порядки. У січні 1920 року частини Червоної Армії вже остаточно захопили Устинівку. 25 березня було вдруге обрано Устинівський волосний виконавчий комітет, при якому створено три відділи: земельний, військовий та народної освіти. У грудні 1920 року до Устинівки прибув 63-й кавалерійський полк Червоної Армії, який разом з комнезамівцями довершив окупацію Устинівщини. 30 листопада 1920 року в селі сформувалася комсомольська організація, було відкрито клуб молоді та хату-читальню, організовано кілька гуртків художньої самодіяльності.
З серпня 1921 по лютий 1922 року село Устинівка було районним центром. Після ліквідації повітів у 1923 році воно знову стає центром району. Устинівський райпартком складався з трьох партосередків. До сільського осередку входило 9 членів і 3 кандидати у члени партії.
Райвиконком і райпартком очолили боротьбу з залишками «зелених» та армії УНР. Українське підпілля зуміло ліквідувати секретаря райкому партії М. І. Короїда, комуніста Метельникова, І. Рибченка, Я. Кривов'язенка та А. Грабовського.

#### Міжвоєнний період

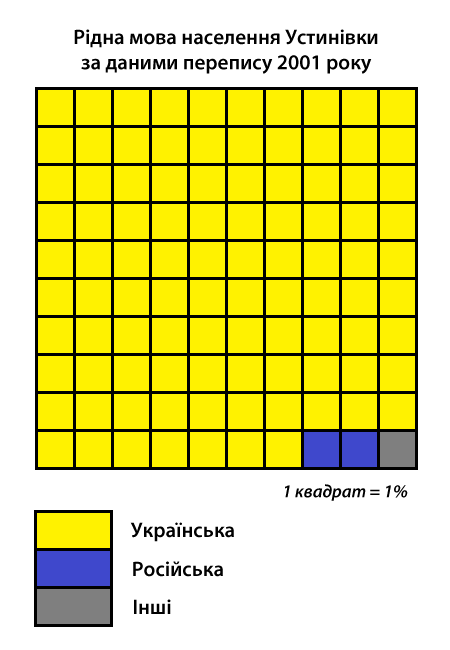
Рідна мова населення Устинівки за даними перепису 2001 року

Відповідно до закону від 2 березня 1921 року, що закріпив за селянами на 9 років землю, одержану від Радянської влади, в заможних селян було відібрано лишки землі та посівного матеріалу і передано комнезаму для розподілу між сім'ями бідних селян та червоноармійців. Уже в 1923–1924 господарському році жителі села засіяли ярими і озимими культурами 8169 десятин, з них житом — 1658, пшеницею — 1321, що становило 74 % довоєнних площ. На 1924 рік порівняно з довоєнним часом майже вдвічі зросла й кількість дворів — з 888 до 1474, а жителів — з 5560 до 6319 чоловік. У селі було 32,2 % бідняцьких господарств, 36,6 % — середняцьких, 15,6 %— заможних. До того ж, в Устинівці налічувалось 50 наймитів. Комітет незаможних селян став на шлях боротьби з так званим «куркульством».
На початку 1924 року в Устинівці були створені комітети взаємодопомоги. Станом на 1 жовтня цього ж року вони об'єднували 396 членів.
Найбіднішим вдовам та інвалідам більшовики видавали мізерну матеріальну допомогу.
В умовах нової економічної політики в Устинівці налагоджується регулярне постачання населення необхідними промисловими товарами. Комнезам починає створення створення нових експлуататорських структур — колективних форм господарювання. У травні 1922 року організовано перший ТСОЗ «Червоний схід». До нього входило 13 бідняцьких господарств. У товаристві було дві пари коней, віз, жатка, дві борони. Вже наступного року, коли колективне господарство вперше здало хліб державі, Московський текстильний трест відпустив йому в кредит за твердими цінами товарів на 150 червонців.
Для допомоги в агротехнічному обробітку землі бідняцьким і середняцьким господарствам, а також сільгоспартілям в 1924 році створюється Устинівський агроцентр. При ньому був прокатний пункт, що мав дві парові молотарки, 5 сівалок, 6 жаток, 9 плугів, 7 борін тощо. Агроцентр рекомендував універсальну форму обробітку землі — шестипільну сівозміну в три клини. З грудня 1925 року працювало Устинівське машинно-тракторне товариство «Червоний плуг», а з лютого 1927 року — «Незаможник».
У 1920 році відділ народної освіти при Устинівському волвиконкомі розпочав процес лікнепу. У гуртки лікнепу було залучено 111 чоловік. У 1920 році з Донбасу сюди було переведено дитячий будинок. При сельбуді діяли драмгурток та бібліотека з книжковим фондом в 1 тис. примірників. У хатах-читальнях організовувались вечори та лекції.
Відділ агітації та пропаганди райкому партії проводив перетворення жителів села на відданих комуністичній ідеї громадян. Яскравим свідченням цього є телеграма, надіслана учасниками траурного мітингу з приводу похорону Леніна:
| «Ми, селяни с. Устинівки, зібравшись на сільському сході 23 січня 1924 року, де взнали про передчасну смерть нашого дорогого Володимира Ілліча Леніна, … висловлюємо своє глибоке співчуття… Ми, твої учні, почату тобою справу доведемо до переможного кінця…». |
Так званим виявом «пролетарського інтернаціоналізму» був мітинг селян Устинівки з приводу того, що в 1924 році в Естонії було страчено видатного діяча комуністичного руху Я. Томпа і ув'язнено 149 комуністів. Присутні вимагали звільнення з в'язниці естонських комуністів. Це лише один з епізодів комуністичних комедій того часу.
У своїй «виховній» роботі комуністи та комсомольці значне місце відводили підготовці селянства до масової колективізації. У жовтні 1929 року в Устинівці організовується колгосп «Червоний серп», куди ввійшло 78 дворів. Господарство мало 528 га землі, 84 коней, 36 голів великої рогатої худоби. Станом на 1 червня 1931 року в селі було колективізовано 80,6 % господарств. В цей час створено артілі «1-ша Устинівська», «Степовик», «До перемоги», «Червоний селянин» та «Червоний серп». До кінця цього ж року артілі села виконали план хлібозаготівель, здали державі понад 15 тис. пудів зерна, за що їм було вручено районний «перехідний Червоний прапор». Злочинні реквізиції більшовиків привезли до голоду, що значною мірою вплинув на демографічну картину Устинівки.
В 1930 році була створена Устинівська МТС, яка обробляла землі місцевих колгоспів. Тоді ж відбувся Устинівський «заколот». Якщо 1932 року в МТС було близько 40 тракторів, то в 1940 році механізатори мали в своєму розпорядженні 86 тракторів, 54 комбайни, 14 молотарок тощо.
У 1936 році в селі існували лікарня, амбулаторія, пологовий будинок, аптека, дитячий консультпункт, малярійна й районна санітарна станції та лабораторія, в яких населенню надавали кваліфіковану допомогу 6 лікарів, 51 медичний працівник з середньою освітою. Тільки за 1939 рік багатодітним матерям було виплачено 60 тис. крб., за 9 місяців 1939 року пенсіонери одержали 45090 карбованців.
Напередодні війни в селі діяли 3 школи, в яких 27 учителів навчали 850 дітей. Книжковий фонд шкільних бібліотек становив понад 4 тис. томів. Значну роль у піднесенні трудової активності жителів села та пропаганді відігравала районна газета «Ударник Устинівщини», перший номер якої вийшов 16 жовтня 1931 року. Газета мала численний актив робітнично-селянських кореспондентів. Тільки 1932 року до редакції надійшло 6546 дописів від 431 осіб.
5 липня 1937 року в центрі села було споруджено пам'ятник Леніну.

#### Друга світова війна
Початок німецько-радянської війни змусив організовувати перебудову народного господарства на воєнний лад, розпочати спорудження протитанкових ровів і окопів, проводити евакуацію людей, техніки та худоби в глибокий тил. Для боротьби з диверсантами було утворено винищувальний батальйон, багато жителів села вступило до лав Червоної Армії.
Нацисти захопили Устинівку 6 серпня 1941 року. Тут розмістилася гітлерівська поліція, комендатура. Окупанти спустошили село, розстріляли комуністів і активістів, серед них голову колгоспу «Степовик» комуніста Т. Г. Бірзула, Г. Дзюбенко, яка врятувала життя червоноармійцю. Під час окупації в Устинівському районі було вбито і закатовано до 1400 чоловік, 2761 — насильно вивезено на каторжні роботи до Німеччини.
На території району з вересня 1942 по березень 1944 року діяла підпільна група під керівництвом В. П. Репешка. Підпільники тримали зв'язки з окремими жителями села, проводили агітаційно-масову роботу серед населення, організовували диверсії, рятували військовополонених тощо.
Устинівку відвоювали війська 228-ї стрілецької дивізії 37-ї армії та 58-ї гвардійської стрілецької дивізії 574 армії 3-го Українського фронту. 13 березня 1944 року після артилерійського обстрілу почався бій за село, який тривав дві доби. На полі бою лишилося понад 100 вбитих німецьких солдатів і офіцерів. Гітлерівці втратили два танки, дві бронемашини, два бронетранспортери та 16 автомашин. У складі 58-ї стрілецької дивізії воювали уродженці села А. А. Кажан та І. О. Ліжник. Визволяючи село, загинули гвардії лейтенант М. С. Алтанов, старший сержант С. С. Труханович, солдати І. Анулєев, В. Тараканов, Н. А. Сидоренко. Над їх могилою в парку споруджено пам'ятник Слави. Орденами й медалями відзначено майже 150 жителів села — учасників війни.

#### Повоєнний період
Сільська рада, яка відновила свою діяльність 16 березня 1944 року, спрямувала зусилля населення на відбудову народного господарства. В Устинівці німці зруйнували середню і восьмирічну школи, лікарню, електростанцію, колгоспні будівлі, 11 житлових будинків, знищили 720 машин. Було вивезено 1858 корів, 1548 голів молодняка рогатої худоби, 570 свиней, вирубали 3066 багаторічних дерев.
27 листопада 1945 року районний комітет партії провів нараду демобілізованих воїнів, на якій усі присутні зобов'язалися працювати по-фронтовому над відродженням сільського господарства. Працівники МТС у стислі строки відремонтували тракторний парк, за що їм було присуджено перехідний Червоний прапор ВЦРПС та Народного комісаріату землеробства СРСР. Завдяки самовідданій праці хліборобів вже 1945 року колгоспи і радгоспи району відправили державі 2,1 млн пудів хліба. Механізатори МТС із власних запасів в 1945 році здали до фонду Червоної Армії 250 пудів зерна.
Союзні республіки СРСР допомагали устинівцям у відбудові народного господарства. Вже навесні 1944 року з Актюбінської області було одержано 560 голів великої рогатої худоби, з Саратовської області — коней, овець, з Алтайського краю — зерно і трактори, з Азербайджанської PCP — запасні частини і паливо для тракторів. Завдяки допомозі республік в районі в 1944 році було створено 68 тваринницьких ферм великої рогатої худоби, 9 свиноферм, 44 птахоферми, 50 вівцеферм.
На відбудову жител колгоспники одержали кредит на суму 138100 крб. Уже в 1945 році було зведено та полагоджено 125 будинків, споруджено 5 культурно-побутових закладів і 148 господарських будівель, на вулицях і дворах насаджено 18 тис. декоративних дерев. Швидкими темпами відремонтовано райлікарню на 40 ліжок, аптеку, амбулаторію, дитячий садок на 30 і ясла на 25 місць, друкарню, олійню, райпромкомбінат.
На кінець четвертої п'ятирічки колгоспники устинівських артілей освоїли довоєнні посівні площі. Кожне господарство мало по 3 тваринницькі ферми, птахоферми. З метою організаційно-господарського зміцнення артілей в 1950 році на базі восьми устинівських господарств створено чотири: «Шлях до комунізму», ім. Кірова, ім. К. Маркса та ім. Куйбишева.
Об'єднання сприяло піднесенню рівня сільськогосподарського виробництва. МТС розгорнула змагання з сусідньою Ворошиловською МТС і не раз утримувала перехідний Червоний прапор районної Ради депутатів трудящих та райкому КП(б)У. Зростали ряди майстрів хліборобської справи. Механізатор С. А. Чернявський агрегатом С-6, до якого сам зробив пристрій для згрібання колосків, за 25 днів 1951 року скосив і намолотив 8025 цнт пшениці. Йому присвоєно звання Героя Соціалістичної Праці. І в наступні роки С. А. Чернявський виборював високі врожаї, за що у 1958 році був нагороджений орденом Трудового Червоного Прапора, а в 1959 — Великою золотою медаллю ВДНГ. Комбайнер Т. Є. Варенюк запровадив погодинний графік роботи під час жнив, а на косовиці встановив рекордну норму виробітку, за що 1950—1951 рр. був відзначений орденами Леніна та Трудового Червоного Прапора. У 1958 році чотири устинівські колгоспи об'єдналися у два: ім. Кірова та ім. Куйбишева.
Зі зростанням колгоспного виробництва поліпшується добробут трудящих. Якщо в 1967 році на один людино-день в господарстві ім. Кірова припадало в середньому по 3,8 крб., то в 1965 році — 4,3 крб. Середньомісячна заробітна плата куйбишевців у 1970 році становила 93 крб., а в наступному — вже 102 карбованці.
У 1958 році в селі було засновано міжколгоспну будівельну організацію. Тут введено в дію деревообробну майстерню, цех залізобетонних виробів. Збудовано цегельний завод потужністю 4,6 млн штук цегли на рік.

#### Роки застою
З 1967 року Устинівка стала селищем міського типу. В цей час проведено реконструкцію маслозаводу — одного з основних підприємств селища. Сюди також переведено маслосирзавод з сусіднього села Березуватки. На підприємстві працювали 65 чоловік. Завод зайняв перше місце за якістю продукції в Кіровоградському управлінні молочної промисловості. Значне місце в економіці села та району займав райхарчокомбінат, який мав борошномельний, олійний і круп'яний цехи. Були здані в експлуатацію цехи безалкогольних напоїв і фруктових соків.
Значну роботу щодо піднесення економіки і культури проводила селищна рада депутатів трудящих. 50 депутатів ради очолювала 6 комісій, 9 товариських судів, раду громадськості, комісію в справах неповнолітніх, народний контроль і штаб добровільної дружини. В 1970 році селищна Рада завоювала перехідний Червоний прапор облвиконкому. У 1971 році на впорядкування Устинівки було витрачено 45 тис. крб., здано в експлуатацію два великі житлові будинки. Було споруджено нове приміщення селищної ради, закінчено будівництво раймагу, управління сільського господарства, будинку насіннєвої лабораторії тощо.
Центральні вулиці селища було асфальтовано, обсаджено деревами; закладено парки і сквери. До послуг устинівців на початку 1970-х років були: 16 магазинів, 7 буфетів, їдальня, побуткомбінат, перукарня, лазня, готель, поштове відділення, автостанція тощо. Селище повністю електрифіковане. Про достатки жителів свідчили їх збереження. В Устинівському відділенні ощадної каси на початок 1972 року налічувалося 2 тис. вкладників. Сума їх вкладів перевищувла 1,5 млн крб.

## Економіка

### Промисловість
Серед промислових підприємств найбільшим і найпотужнішим є ДП «Устинівський сирцех» ВАТ «Кіровоградські сири» (вул. Горького, 26). Виробництво сиру в Устинівському районі розпочалося ще в післявоєнні роки на Березуватському маслосирзаводі. На початку 60-х років XX ст. у селище Устинівка почалося будівництво сучасного сирзаводу, який в 1963 році було введено в дію.
В селищі діє Устинівське міжгосподарське підприємство з виробництва комбікормів (вул. Нахімова, 20).

## Транспорт
Через селище проходить міжобласна автомобільна дорога Т 2401 (Городище—Устинівка).
Устинівка має автобусне сполучення практично з усіма населеними пунктами району.

## Соціальна сфера
В селищі діють дві загальноосвітні школи — Устинівська загальноосвітня школа I—III ступенів № 1 та Устинівська загальноосвітня школа I—II ступенів № 2, а також школа естетичного виховання, районна бібліотека і будинок культури.
В Устинівці працюють два відділення банків України: ПАТ «Державний ощадний банк України» Устинівське ТВБВ 10010/0121 Медичне забезпечення здійснює Устинівська районна лікарня.

## Персоналії
Вихованцем Устинівської середньої школи був двічі Герой Радянського Союзу, морський пілот, генерал-майор О. Ю. Мазуренко. Його бронзовий бюст встановлено в центрі селища. Родом з Устинівки Герой Радянського Союзу В. І. Кияшко та І. І. Бєлічков — один з активних учасників підпільної комсомольської організації «Партизанська іскра», що діяла в селі Кримці (тепер Миколаївської області), посмертно нагороджений орденом Вітчизняної війни 1-го ступеня.